# Miss Mondo (album)
| Recensione | Giudizio |
| ---------- | -------- |
| AllMusic   | [ 2 ]    |

Miss Mondo è il sesto album realizzato da Ligabue e da lui stesso prodotto, pubblicato dall'etichetta discografica WEA Italiana su doppio Long playing (catalogo 398 4 29427 1), musicassetta (398 4 26888 4) e CD (398 4 28888 2) nel 1999.

## Descrizione
Tra il 1999 e il 2000 raggiunge la prima posizione nella classifica italiana degli album, risultando il 7º disco più venduto del 1999.
L'11 dicembre 2008 è stata pubblicata l'edizione rimasterizzata del CD (Warner Music Italy catalogo 518 6 51654 5).

### I brani
Una vita da medianoLa registrazione delle parti orchestrali di questo brano, eseguite dalla London Session Orchestra con il suo direttore Piero Milesi (già produttore di Fabrizio De André) che ne cura anche gli arrangiamenti, è stata effettuata agli Abbey Road Studios di Londra da Fabrizio Simoncioni.
Kay è stata quiIl brano Kay è stata qui parla degli effetti dell'eroina sulle persone vicine a chi si droga, sottolineando la "pesantezza mentale" delle prime paragonata alla lucidità di Kay, che sa di andare incontro alla morte. Il pezzo, completamente diverso anche nel titolo, doveva far parte dell'album Buon compleanno Elvis, infatti Kay è tra i personaggi che compaiono nel testo del brano Leggero in quell'album, è stato poi rimaneggiato e spostato.
Da adesso in poiÈ la canzone dedicata dal cantautore al figlio, nato nel '98.
 L'artista, che rifiuta il ruolo dell'insegnante nei confronti di chiunque attraverso le sue canzoni, vuole che questo brano veicoli al figlio un solo concetto:
(Luciano Ligabue, nel testo)
Miss Mondo '99Satira verso i moderni concorsi di bellezza e sulla caducità di quest'ultima. Miss Mondo diventa una commedia mediatica in cui, per 10 magici minuti, tutti i maschi desiderano la Miss e tutte le donne la invidiano e ammirano, ma trascorsi i quali, nessuno si ricorda più dei suoi tratti somatici e fisici. Anche lo stesso canone di bellezza partecipa a questo gioco crudele, infatti alla fine della farsa la vincitrice e le rivali straziano i loro visi piangendo per l'emozione (in realtà le seconde piangono per maledire la sconfitta), il trucco cola e la magia svanisce.

## I video musicali
- Una vita da mediano, su YouTube. URL consultato il 15 ottobre 2014.
- L'odore del sesso, su YouTube. URL consultato il 15 ottobre 2014.
- Almeno credo, su YouTube. URL consultato il 15 ottobre 2014.
La clip di Almeno credo riprende un'idea già proposta da Bob Dylan nel video del brano Subterranean Homesick Blues, per questo motivo il cantautore statunitense viene omaggiato nell'ultima sequenza filmata.
- Si viene e si va, su YouTube. URL consultato il 15 ottobre 2014.
- Sulla mia strada, su YouTube. URL consultato il 15 ottobre 2014.
Utilizza immagini live inedite dal tour 10 anni sulla mia strada.

I videoclip corrispondono ai 5 singoli estratti dall'album e sono stati inseriti nelle raccolte in DVD, Secondo tempo del 2008 e Videoclip Collection del 2012, quest'ultima distribuita solo in edicola.

## Tracce
CD (WEA Italiana 398 4 28888 2)
Testi e musiche di Luciano Ligabue.
1. Si viene e si va – 3:45
2. Uno dei tanti – 4:24
3. Almeno credo – 4:18
4. E – 4:04
5. Baby, è un mondo super – 4:09
6. Una vita da mediano – 3:53
7. Da adesso in poi – 3:18
8. L'odore del sesso – 3:34
9. Kay è stata qui – 3:47
10. Qualcuno ha visto, per caso, il mio cane blu elettrico monofase? (strumentale) – 0:33
11. Sulla mia strada – 3:20
12. Forse mi trovo – 3:32
13. Miss Mondo '99 – 3:07
14. La porta dei sogni – 3:26

Durata totale: 52:59
Traccia bonus nell'edizione in vinile
1. Non fai più male – 3:49

## Formazione
- Luciano Ligabue - voce, chitarra acustica in 6, 9, 10, 12, 14, 15
- Federico Poggipollini – chitarra elettrica eccetto 10, 14, chitarra resofonica in 14, cori in 1, 2, 5, 6
- Mel Previte – chitarra elettrica eccetto 7, 9, 10, chitarra a 12 corde in 7, 9, chitarra acustica in 2, 15, sax in 4, bottleneck in 5, melodica in 12
- Antonio Righetti - basso eccetto 10
- Roberto Pellati - batteria eccetto 10, 14, shaker in 5, triangolo in 7, maracas e cembalo in 12, güiro in 14
- Fabrizio Simoncioni – organo Hammond in 2, 3, pianoforte in 5, 7, 12, piano Wurlitzer in 3, sintetizzatore in 4, clavinet in 5, tastiera in 6, 15, cori in 12, 13, 14
- Daniele Moretto – tromba in 9, tromba con sordina in 14
- Michele Monestiroli – sax in 4

In 6 e 9: London Session Orchestra (Gavyn Wright - primo violino), diretta e arrangiata da Piero Milesi.

## Classifiche

### Classifiche settimanali
| Classifica (1999) | Posizione massima |
| ----------------- | ----------------- |
| Europa            | 24                |
| Italia            | 1                 |

### Classifiche di fine anno
| Classifica (1999) | Posizione |
| ----------------- | --------- |
| Italia            | 7         |